# Inga maynensis
Inga maynensis är en ärtväxtart som beskrevs av George Bentham. Inga maynensis ingår i släktet Inga och familjen ärtväxter. Inga underarter finns listade i Catalogue of Life.